# Roberta Fiandino
Roberta Fiandino (Cuneo, 17 de octubre de 1985) es una deportista italiana que compitió en biatlón. Ganó una medalla de plata en el Campeonato Europeo de Biatlón de 2011, en la prueba por relevos.

## Palmarés internacional
| Campeonato Europeo | Campeonato Europeo   | Campeonato Europeo | Campeonato Europeo |
| Año                | Lugar                | Medalla            | Prueba             |
| ------------------ | -------------------- | ------------------ | ------------------ |
| 2011               | Val Ridanna (Italia) | Medalla de plata   | Relevos            |